# Манакін-свистун рудий
Манакін-свистун рудий (Schiffornis major) — вид горобцеподібних птахів родини бекардових (Tityridae).

## Поширення
Вид поширений на заході Амазонії: захід Бразилії, південь Венесуели та Колумбії, сході Еквадору та Перу, півночі Болівії. Мешкає у тропічних затоплюваних лісах.

## Опис
Дрібний птах, завдовжки 15 см. Його оперення яскраво-коричнево-руде, світліше на крупі та нижніх частинах, особливо на животі. На голові є ділянки сірого кольору, на крилах чорне пір'я.

## Спосіб життя
Раціон складається з фруктів та комах.

## Підвиди
Таксон включає два підвиди:
- Schiffornis major duidae J.T. Zimmer, 1936 — південь Венесуели
- Schiffornis major major Des Murs, 1856